# Virtual Private LAN Service
El servicio de LAN privada virtual (VPLS) es una forma de proporcionar Ethernet multipunto a multipunto basado en la comunicación sobre redes IP / MPLS. Permite sitios dispersos geográficamente compartir un dominio de difusión Ethernet mediante la conexión de sitios a través de pseudo-cables. Las tecnologías que se pueden utilizar como pseudo-alambre puede ser Ethernet sobre MPLS, L2TPv3 o GRE. Hay dos normas IETF RFC (RFC 4761 y RFC 4762) que describen el servicio VPLS.
VPLS es una red privada virtual (VPN). En contraste con L2TPv3, que sólo permite túneles punto a punto capa 2, VPLS permite conectividad "any to any" (multipunto).
En una VPLS, la red de área local (LAN) en cada sitio se extiende hasta el borde de la red del proveedor. La red del proveedor a continuación, emula un switch o un puente para conectar todas las redes de área local del cliente para crear una red LAN en puente único.
VPLS fue diseñada para aplicaciones que requieran conexiones multipunto, o de multi difusión.
- Datos: Q457773